# Kurija zagrebačkog biskupa Josipa pl. Galjufa (Prečec)
Kurija zagrebačkog biskupa Josipa pl. Galjufa (Prečec), rimokatolička građevina u mjestu Prečec, koje je u sastavu općine Brckovljani, zaštićeno kulturno dobro.

## Opis dobra
Kurija je smješena u blizini željezničke pruge na rubu naselja Prečec. Dao ju je sagraditi 1785. biskup Josip pl. Galjuf na starom biskupskom posjedu koji se spominje od 1600. Kurija je kasnobarokna jednokatica pravokutne tlocrtne osnove, građena od opeke i kamena te pokrivena visokim i strmim krovištem s poluskošenim zabatima. U neposrednoj blizini kurije nalaze se dva gospodarska objekta i vodotoranj koji su prema oblikovnim karakteristikama vjerojatno sagrađeni početkom 20. stoljeća.

## Zaštita
Pod oznakom Z-4757 zavedena je kao nepokretno kulturno dobro - pojedinačno, pravna statusa zaštićena kulturnog dobra, klasificirano kao "sakralna graditeljska baština".